# Riedforst

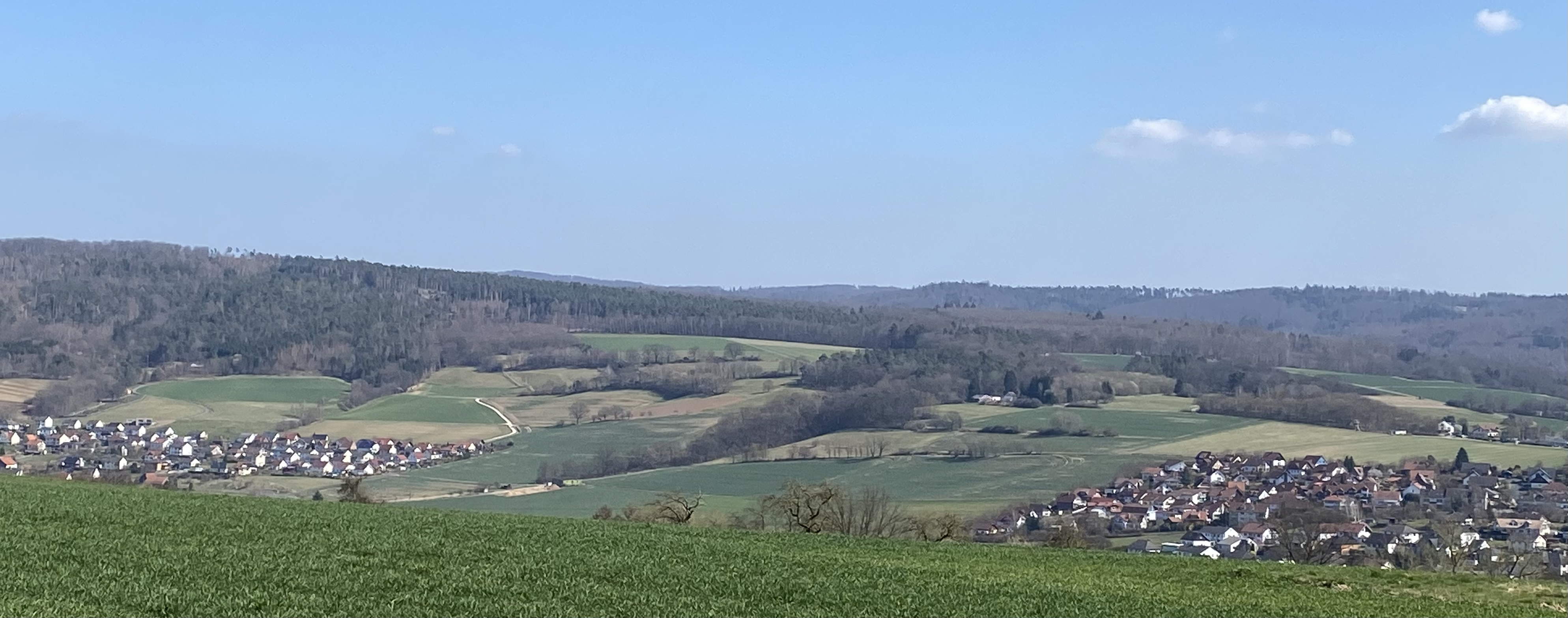
Rand des Riedforstes hinter Melsungen und Schwarzenberg

Der Riedforst im engeren Sinne ist eine großflächige und von bedeutenden Verkehrswegen wenig zerschnittene Landschaft in Nordost-Hessen, südsüdöstlich von Kassel. Er ist geographisch weitgehend identisch mit dem Melsunger Bergland in Nordost-Hessen, östlich des Laufs der Fulda, zwischen Kaufunger Wald im Norden und Spangenberger Senke im Süden.

## Abgrenzung
Der Riedforst wird grob umgrenzt durch die jeweils außerhalb liegenden Orte Melsungen, Körle, Söhrewald, Hessisch Lichtenau und Spangenberg. Er liegt auf den genannten Gemeindegebieten, in den Landkreisen Kassel, Schwalm-Eder-Kreis und Werra-Meißner-Kreis.

## Nutzungen

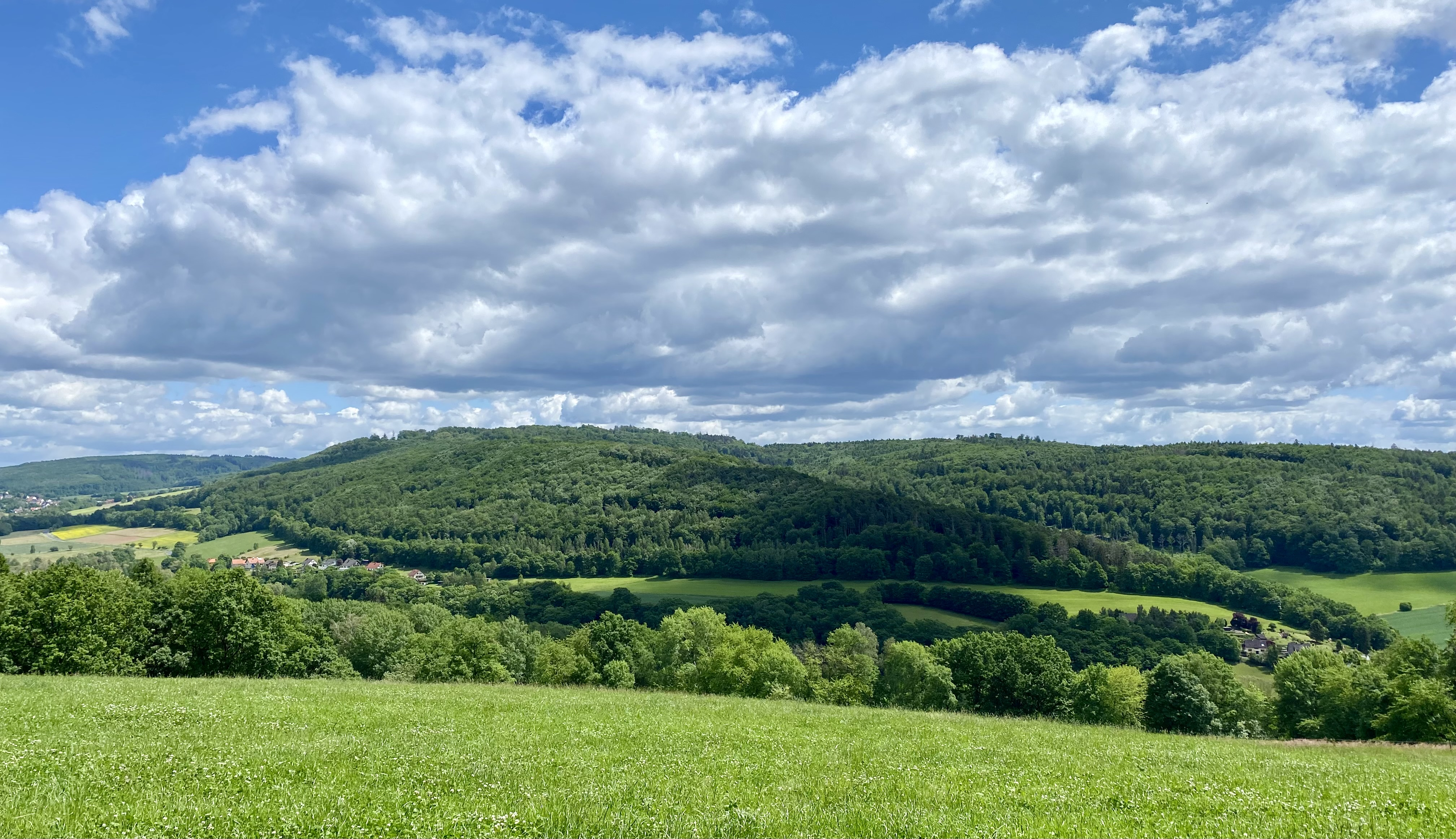
Riedforst am Ostrand des Mülmischtals

Der Riedforst ist gekennzeichnet durch ausgedehnte Forst- und Waldgebiete. Nutzungen sind entsprechend überwiegend Forstwirtschaft, Jagd (Beleg: früheres Jagdschloss Kehrenbach, heute Rotwaldring Riedforst, mit einem deutlich größeren Gebiet) und, in geringem Ausmaß und vor allem in den Wiesentälern, Landwirtschaft, meist Grünland. Nur wenige kleine Siedlungen sind eingestreut in die großflächigen Waldgebiete, so Kehrenbach, Günsterode, Kirchhof, Eiterhagen. Der Riedforst wird durch- bzw. überwiegend in Tunneln unterquert von der Schnellfahrstrecke Hannover–Würzburg, mit der Breitenbach-Talbrücke.

## Naturschutz
Der Riedforst ist eines der von größeren Verkehrswegen unzerschnittenen Gebiete mit mehr als 100 km² Ausdehnung in Deutschland. Ein großer Teil des Riedforsts im engeren Sinne gehört zum 6.975 Hektar großen  Vogelschutzgebiet Riedforst bei Melsungen, Nummer 4823-401. Das Vogelschutzgebiet enthält drei Inseln um die Ortschaften Kehrenbach, Günsterode und Kirchhof. Im zentralen Teil des Vogelschutzgebietes zwischen Kehrenbach und Günsterode überlappt es sich mit dem mit 1.991 Hektar deutlich kleineren FFH-Gebiet gleichen Namens, Nummer 4823-301. Für das FFH-Gebiet besteht ein Maßnahmenplan mit umfangreichen Bestandsdarstellungen, der auch weitere Teile des Vogelschutzgebietes betrifft.

## Flora
Als Bewuchs werden für das umfassendere Vogelschutzgebiet überwiegend Hainsimsen-Buchenwald, zu einem geringen Anteil Waldmeister-Buchenwald und entlang der Bachläufe Bach-Eschen-Erlenwald angegeben.

## Fauna
Der Riedforst ist neben der jagdlichen Nutzung mit Rotwild Lebensraum unter anderem für die Wildkatze und war zumindest zeitweise auch Lebensraum für den Luchs. Das Vogelschutzgebiet wurde wegen Brutvorkommen eingerichtet, unter anderem von Rotmilan, Wespenbussard, Raufußkauz, Schwarzspecht, Schwarzstorch, Grauspecht, Sperlingskauz, Eisvogel, Wanderfalke, Hohltaube, Waldschnepfe und Baumfalke.

## Rotwildgebiet Riedforst
In den südwestlichen Bundesländern gibt es Rotwildgebiete, das sind durch Verordnungen festgelegte Gebiete, in dem Rotwild als Standwild vorkommen darf. Außerhalb dieser Gebiete (rotwildfreies Gebiet) besteht ein Abschussgebot. 
Riedforst bezeichnet im weiteren Sinne das Rotwildgebiet Riedforst, das zusätzliche Flächen in der Nachbarschaft umfasst: Teile von Rotenburger Bergland, Kaufunger Wald, Söhre, Lichtenauer Hochfläche und Niederhessische Senke. Dessen Größe wird mit 56.700 Hektar Größe angegeben.